# شخصیت (فیلم)
شخصیت (هلندی: Karakter) فیلمی هلندی-بلژیکی به کارگردانی مایک فان دیم است که در سال ۱۹۹۷ منتشر شد. این فیلم برنده جایزه اسکار بهترین فیلم بین‌المللی ۱۹۹۷ شده‌است.